# Valentín Gómez Farías
Valentín Gómez Farías (phát âm tiếng Tây Ban Nha: [balentiŋ ɡomes faɾias], 14 tháng 2 năm 1781 - 5 tháng 7 năm 1858) là Tổng thống México trong giai đoạn ngắn trong những năm 1830 và 1840. Trong nhiệm kỳ của mình năm 1833, ông đã ban hành các cải cách tự do quan trọng nhằm mục đích phá hoại quyền lực của Nhà thờ Công giáo La Mã và quân đội ở Mexico.

## Tiểu sử
Valentín Gómez Farías đã được đào tạo như một bác sĩ y khoa và là một trong những nhà chính trị tự do quan trọng nhất ở Mexico độc lập sớm. Ngay sau khi độc lập Mexico năm 1821, Gomez Farías ban đầu đã ủng hộ Agustín de Iturbide làm quốc vương Hiến pháp của Mexico, nhưng đã rút lại sự ủng hộ của ông khi Iturbide bãi bỏ Quốc hội mới của Mexico. Sau khi Iturbide từ bỏ, Gómez Farías đã hoạt động trong Đại hội của Cộng hòa Mexico, thành lập năm 1824. Ông nổi lên như một nhà lãnh đạo của các liberals cấp tiến (puros) và liên minh với Tướng Antonio López de Santa Anna [1]. Chức vụ Tổng thống đầu tiên của Santa Anna từ năm 1833 đến năm 1836 là một chiến thắng tạm thời cho những người Liberals Mêhicô và Gómez Farías; Santa Anna chỉ đơn giản muốn giữ chức chủ tịch chứ không thực sự làm chủ tịch. Với Tổng thống Santa Anna đang ở tại vùng đất của ông ở Veracruz và không quan tâm đến việc điều hành chính phủ, nhiệm vụ thực tế của ông rơi vào tay Phó Tổng thống Gomez Farías, người đã sử dụng quyền này để tài trợ cho cải cách tự do, đặc biệt nhắm vào quân đội và Giáo hội Công giáo La Mã. Ông bãi bỏ các đặc ân đặc biệt của Giáo hội và quân đội (fueros), cho phép họ được xét xử trong các tòa riêng biệt; Giáo dục tục hóa đã nằm trong tay của hàng giáo sĩ; Và tìm cách làm suy yếu quyền lực kinh tế của Giáo hội. Gómez Farías cũng đã cố gắng để mở rộng những cải cách này đến tỉnh biên giới của Alta California. Ông thúc đẩy việc lập pháp để bắt đầu các sứ mệnh của Phanxicô ở đó, và vào năm 1833 đã tổ chức thuộc địa Híjar-Padrés để củng cố các hoạt động giải phóng phi truyền giáo. Mục tiêu thứ hai của thuộc địa là để giúp bảo vệ Alta California chống lại những tham vọng của thực dân Nga từ các vị trí giao dịch tại Fort Ross.